# Oranje-bulletin (verzetsblad, Utrecht)
Oranje-bulletin was een verzetsblad uit de Tweede Wereldoorlog met medewerking van diverse andere verzetsbladen, zoals De Geus, Ons Volk, Het Parool, Vrij Nederland, Je Maintiendrai, Voor God en den koning, De Waarheid, Trouw, Ons Vrije Nederland, De Nieuwsbode en Slaet op den Trommele. Het werd vanaf 4 september 1944 tot en met 1 mei 1945 in Utrecht uitgegeven. Het blad verscheen 1-4 maal per week in een oplage tussen de 2500 en 15000 exemplaren en werd d.m.v. rotaprint vermenigvuldigd. De inhoud bestond voornamelijk uit nieuwsberichten en mededelingen.

## Organisatie en logistiek
Vanwege de invasie door de geallieerde troepen omstreeks juli 1944 begon een van de redacteuren van 'Ons Volk', J. van Mansvelt, met de voorbereiding van een plaatselijk volledig autonoom centrum voor berichtgeving dat onder alle omstandigheden zou kunnen blijven doorwerken. Hiertoe werd een kleine Johannisbergerpers met medewerking van de Amsterdamse Grafische School naar Utrecht gebracht en met medewerking van de PUEM (Provinciale Utrechtse Elektriciteits Maatschappij) aangesloten op een krachtstroomleiding. Deze leiding voorzag ook het door de Duitsers in gebruik genomen Marinehospitaal van elektriciteit en kon dus geacht worden tot het laatste moment onder spanning te blijven. Ook kreeg men de beschikking over een rotaprintmachine die, indien de elektrische energie geheel mocht wegvallen, ook met mankracht kon worden aangedreven. Er werden papiervoorraden aangelegd en de letterzetter K. van Es bood zijn medewerking aan.

## Inhoud
Maandag 4 september 1944 verscheen de eerste aflevering van 'Oranje-bulletin'. De titel werd op het laatste ogenblik bedacht, geïnspireerd door een recente toespraak van prins Bernhard als opperbevelhebber van de Binnenlandse Strijdkrachten. De ondertitel van de eerste nummers gaf aan met welke andere bladen werd samengewerkt (zie hierboven; in de eerste nummers werden ook de bladen Op Wacht, De Vrijheid, De Vrije Katheder en de Nieuwsorganen genoemd). De ondertitel werd later uitgebreid met de tekst Bulletin ter verspreiding van de letterlijke tekst van Regeringsverklaringen, bevelen van het Geall. Opperbevel en aanwijzingen van het ondergrondse verzet. De inhoud werd voor het overgrote deel gevormd door de letterlijke tekst van belangrijke uitzendingen uit Engeland en Amerika. De uitzendingen werden geleverd door de reeds lang bestaande radio-luisteropnamedienst van J.C. Verhagen. Verder werd het blad gevuld met mededelingen van plaatselijk belang en in 1945 met artikelen en karikaturen.
Het lag in de bedoeling het bulletin tot het 'basis'-nieuwsblad van Utrecht en naaste omgeving te maken, zodat andere nieuwsbulletins in de regio overbodig zouden worden. Het zou dan, indien gewenst, aangevuld kunnen worden met wekelijkse edities van de diverse groeperingen waarin politieke opinies en commentaren tot hun recht zouden komen. Volgens de uitgevers zou het neutrale karakter en de mogelijkheid tot de realisatie van een grote oplage het bulletin daartoe geschikt maken. Deze opzet is niet volledig naar wens gelukt en, ondanks dat vele andere organisaties hun medewerking bij de verspreiding verleenden, bleven er toch apart gestencilde bulletins verschijnen.

## Redactie, techniek en verspreiding
Na overleg met de overige plaatselijke persorganen werd een redactie-commissie gevormd, bestaande uit J. van Mansvelt (Ons Volk), mej. C. s'Jacob (Vrij Nederland) en A. Ekker (Het Parool). De technische verzorging bleef geheel in handen van Ons Volk. De coördinatie werd verzorgd door mevr. J.W.Th.M. Eggink-van Hellenberg Hubar, de zetter was K. van Es, het drukwerk was in handen van F.A. Ameling, F.H. Sobels, M. Terlouw, A.G. Maris, J.Ph.M. Muus, en P.A.W. Laseur, en de verspreiding werd georganiseerd door W. Cornelis, H. Sturm, en mej. J.C. Sobels.
Sturm werd op 12 maart 1945 gefusilleerd. Muus en Laseur kwamen op 7 mei 1945 in een schietgevecht tussen Duitse troepen en leden van de Binnenlandse Strijdkrachten om het leven.

## Navolging
Groepen uit het verzet in andere Nederlandse steden en plaatsen volgden het Utrechtse voorbeeld om een soortgelijk Oranje-bulletin uit te geven. Dat resulteerde in 10 bulletins met dezelfde titel en 1 bulletin onder de naam 'Nederlandsch nieuws'. Deze Oranje-bulletins worden in aparte Wikipedia-items beschreven. Zie ook hieronder de lijst gerelateerde kranten.
In diverse plaatsen werd in de periode eind 1944 tot halverwege 1945 ook gestart met de uitgave van een soortgelijk bulletin, maar werd de titel Vrije Pers. Daar werd de tekst echter, mede door het ontbreken van een radio-luisteropnamedienst, in tegenstelling tot bijvoorbeeld in Utrecht, in onderling overleg opgemaakt. Die bladen verzorgden meestal zelf het drukken.

## Betrokken personen
- P.A.W. Laseur
- J. van Mansvelt
- A.G. Maris
- J.Ph.M. Muus
- F.H. Sobels
- J.C. Sobels
- H. Sturm
- M. Terlouw
- J.C. Verhagen
- F.A. Ameling
- W. Cornelis
- J.W.Th.M. Eggink-van Hellenberg Hubar
- A. Ekker
- K. van Es
- C. s'Jacob

## Gerelateerde kranten
- Nederlandsch nieuws (verzetsblad 's-Gravenhage-Delft)[2]
- Slaet op den trommele (verzetsblad, Utrecht)[3]
- Oranje-bulletin (verzetsblad, Amsterdam)[4]
- Oranje-bulletin (verzetsblad, Hilversum)[5]
- Oranje-bulletin (verzetsblad, Amersfoort)[6]
- Oranje-bulletin (verzetsblad, Zeist)[7]
- Oranje-bulletin (verzetsblad, Groningen)[8]
- Oranje-bulletin (verzetsblad, Alphen aan den Rijn)[9]
- Oranje-bulletin (verzetsblad, Hengelo)[10]
- Oranje-bulletin: 'nieuwe serie' (verzetsblad, Amersfoort):[11]
- Oranje-bulletin (verzetsblad, Leiden)[12]
- Oranje-bulletin (verzetsblad, 's-Gravenhage-Delft)[13]